# Symmerus coqulus
Symmerus coqulus är en tvåvingeart som beskrevs av Garrett 1925. Symmerus coqulus ingår i släktet Symmerus och familjen hårvingsmyggor. Inga underarter finns listade i Catalogue of Life.